# Международный аэропорт имени Ахмеда Секу Туре
Международный аэропорт имени Ахмеда Секу Туре (ИАТА: CKY, ИКАО: GUCY), также известный как международный аэропорт Гбессиа, расположенный в городе Конакри, столице Республики Гвинея в Западной Африке. Он разделён на международный терминал и терминал внутренних сообщений. Аэропорт обслуживает западноафриканских авиаперевозчиков, таких как Air Ivoire, Benin Golf Air и Slok Airlines, а также несколько североафриканских и европейских авиалиний Brussels Airlines, Air France и Royal Air Maroc и других.
После реконструкции в 1961 году советскими инженерами и строителями аэропорт стал способен принимать тяжёлые самолёты. После этого, в 1962 году было выполнено четыре рейса из Москвы в Гавану с посадкой в Конакри, затем правительство Гвинеи запретило, под давлением США посадку самолётов весом более 150 тонн.
Как сообщалось, в 1975 году большинство самолетов военно-воздушных сил Гвинеи, в основном, базировались в аэропорту Конакри-Гбессиа.

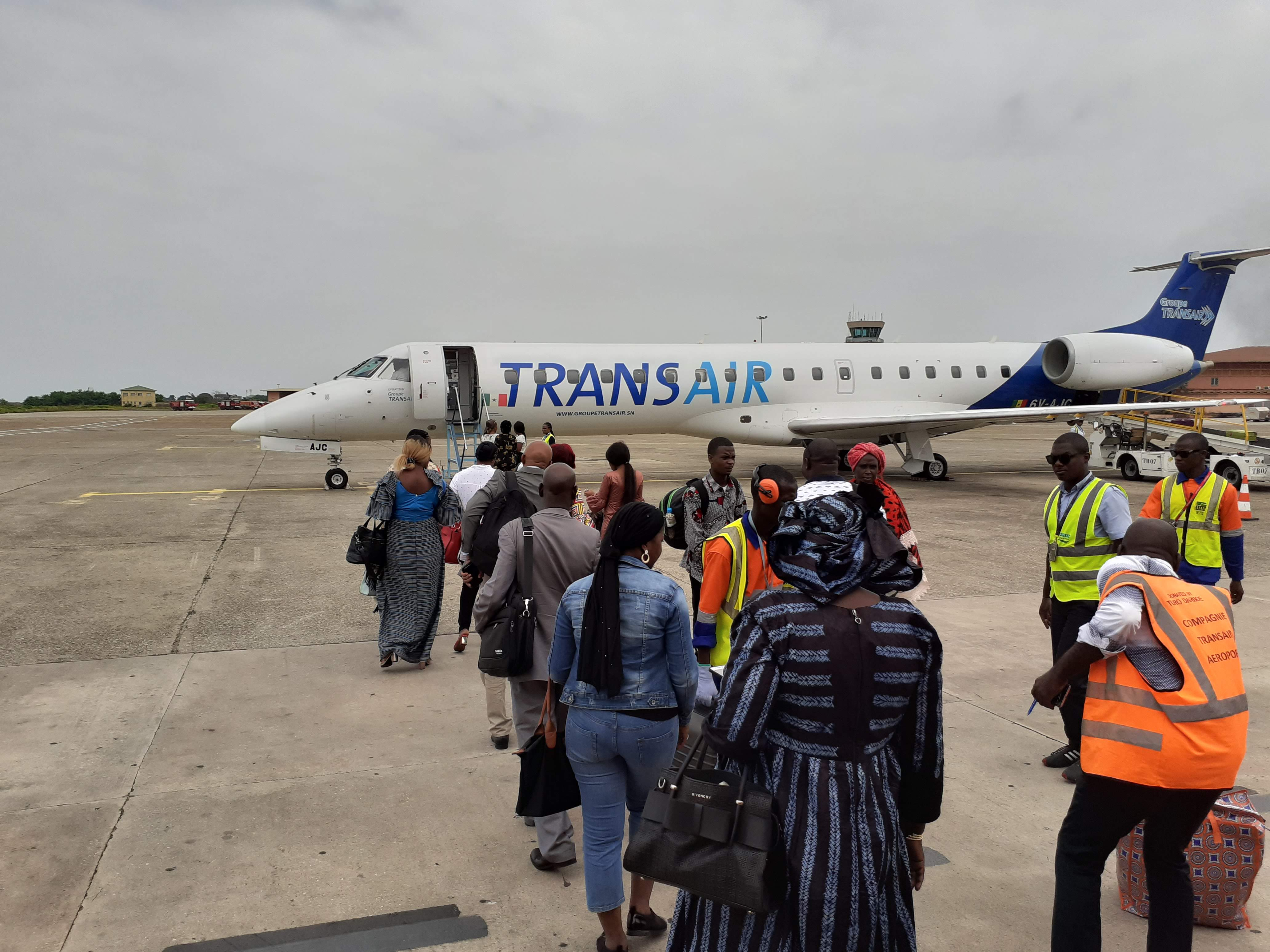
Trans Air a Conakry

Все иностранцы должны иметь при себе действующую визу Гвинеи и карточку вакцинации. Служащие аэропорта могут снять с вашего багажа бирку путешественника, которой он был снабжён в начале путешествия. В аэропорту очень мало людей говорит по-английски. Местные жители неофициально подрабатывают в качестве носильщиков, беря около 5000 GNF за место багажа.
Парковка возле аэропорта пользуется большой популярностью у студентов, готовящихся к экзаменам, так как это одно из нескольких общественных мест в стране, освещаемых электрическими фонарями.

## Происшествия
- 1 июля 1983 года Ил-62М, принадлежащий компании CAAK, предшественнице Air Koryo, следовавший чартерным пассажирским рейсом из Пхеньяна в Конакри, разбился в горах Фоута Джалл. Все 23 человека, находившихся на борту, погибли.